# Ringwallanlage Galapa

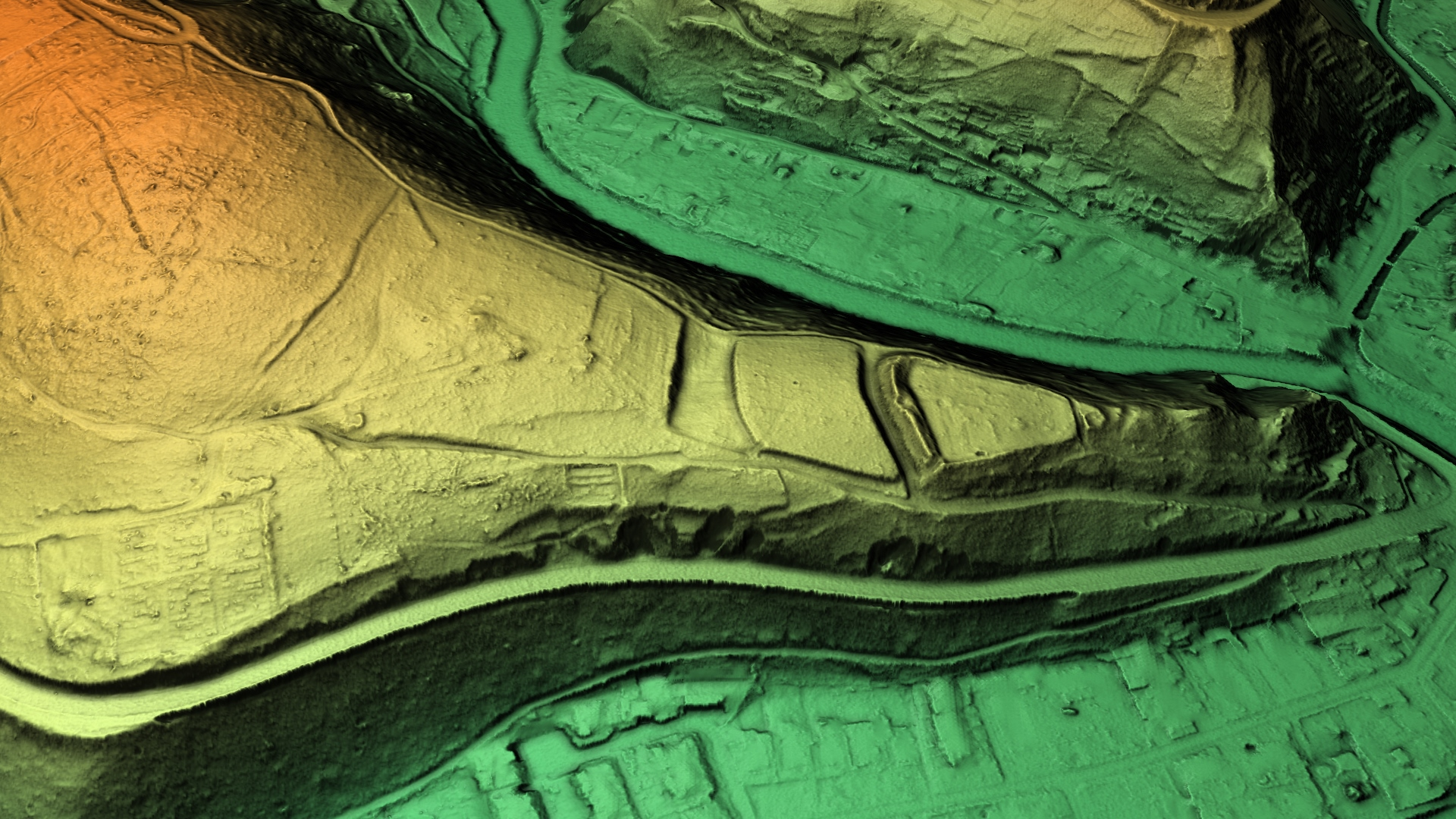
3D-Ansicht des digitalen Geländemodells

Die Galapa war eine vor- oder frühgeschichtliche Befestigungsanlage im Solinger Stadtteil Burg an der Wupper (Nordrhein-Westfalen).

## Lage und Beschreibung
Der Ringabschnittswall befindet sich am Ende eines Sporns des Jagenbergs auf 144 m über NN in einer Schleife der Wupper. Auf der gegenüberliegenden Anhöhe befindet sich in Sichtweite die ehemalige Herzogsresidenz Schloss Burg.
Die Gesamtanlage inklusive eines vorgelagerten Wallgrabens besitzt eine Länge von 600 m. Gegen Westen ist sie durch einen ca. 180 m langen Vorwall abgeschlossen, der Innenwall mit Graben ist etwa 65 m lang und 18 m breit. Ob dieser Vorwall gleichzeitig errichtet wurde, ist offen. Die Wälle besitzen einen Mauerkern mit Mörtelung. Ein Zugang ist nicht zu erkennen; Rafael von Uslar vermutet, dass es sich um eine oberfränkische Wehranlage handelt, bei der eine Brücke über den Graben anzunehmen ist.
In früheren Jahren wurde diskutiert, ob die Erbauer dem keltischen Kulturkreis zuzuordnen seien. Eine kurze archäologische Orientierungsgrabung erbrachte allerdings keine Funde, die eine Bestimmung der Erbauer zulassen würden. Der Burgstall ist heute ein Bodendenkmal.

## Etymologie
Der Name Galapa ist mundartlich überliefert und nicht historisch belegt. Schriftliche Quellen des 19. Jahrhunderts überliefern die mundartliche Bezeichnung op der Jallepa für den Standort der Befestigung. Der Solinger Historiker Heinz Rosenthal sieht einen Zusammenhang mit dem wallonischen Wort gallope, dem das althochdeutsche Wort jal (= jäh, plötzlich) zugrunde liegen soll. Er sieht einen Zusammenhang mit dem Toponym Jagenberg, an dessen Sporn sich die Befestigungsanlage befindet. Den Zusammenhang mit der Wallonie stellt er über von dort her stammende Adelige und Äbte her, die im Wupperraum Ende des 12. Jahrhunderts Besitztümer besaßen.